# Alcantarilla
Alcantarilla est une ville de la région de Murcie en Espagne, près de la capitale.